# Пейнтед-Дезерт
Пейнтед-Дезерт (англ. Painted Desert) — обширная часть североамериканского плато Колорадо в северной части штата Аризона, США. Пустынные холмы простираются в юго-восточном направлении от Большого каньона вдоль северного берега реки Литл-Колорадо до Холбрука. Размеры области составляют примерно 240 на 25-80 км, площадь — 19,4 тыс. км². Высота местности — от 1370 до 1980 м.
Район частично (восточная часть) входит в национальный парк Петрифайд-Форест и полностью расположен на территории полуавтономной резервации Навахо-Нейшен. Индейцы навахо и хопи жили в этой области пятьсот и тысячу лет соответственно. Название пустыни было впервые использовано в 1858 году лейтенантом Джосефом Ивсом для описания изумительно цветных полос красного, жёлтого, белого, голубого и сиреневого цветов. Горячий воздух иногда превращается в розовый туман или фиолетовую дымку от пыли пустыни.
Пейнтед-Дезерт бесплодна и суха, среднегодовое количество осадков составляет 127—229 мм, а температура изменяется от −31 до 41 °C.

## Геология
Пустыня состоит из стратифицированных слоёв легко эродируемых алевритов, аргиллитов и сланцев триасового периода. Эти сильно гранулированные каменные слои содержат много железа и марганца, что обуславливает разнообразие цветов. Тонкие стойкие слои известняка и вулканические шапки покрывают столообразные холмы. Многочисленные слои вулканического пепла с оксидом кремния объясняют наличие окаменелых деревьев — в южной части пустыни находятся окаменелые остатки триасового хвойного леса.
- Цветные полосы — типичная геологическая особенность Пейнтед-Дезерт
- Окаменелые деревья в Пейнтед-Дезерт
- Пейнтед-Дезерт, Аризона